# Scott Dixon
Scott Ronald Dixon (Brisbane, 22 luglio 1980) è un pilota automobilistico neozelandese, sei volte campione IndyCar.

## Carriera

### CART

#### 2001
PacWest Racing promuove Dixon nel suo team per l'intera stagione CART nel 2001. Dixon ottiene fin da subito risultati migliori del suo compagno di squadra, l'ex pilota di Formula 1 Maurício Gugelmin. Dixon conduce la sua prima gara in Messico per 14 giri, trionfando, solo due gare dopo, al Nazareth Speedway. All'età di 20 anni, 9 mesi e 14 giorni diventa il più giovane vincitore di una gara CART. Vince anche il Jim Trueman Trophy per il rookie dell'anno classificandosi ottavo in campionato.

#### 2002
Dixon comincia la stagione 2002 nel team PacWest Racing, stavolta di fianco al pilota spagnolo Oriol Servià, ma diviene presto chiaro come la scuderia si muova in cattive acque, tristemente a corto di soldi. Dopo la terza gara, Dixon lascia la squadra per unirsi al team Chip Ganassi Racing al fianco di Bruno Junqueira e Kenny Bräck. Durante la stagione Dixon registra 12 piazzamenti nella top ten, incluso un secondo posto a Denver.

### IndyCar Series

#### 2003
Nel 2003 Chip Ganassi si è unito ai team CART Penske e Andretti Green Racing per passare alla Indy Racing League, un campionato costituito da soli tracciati ovali. Dixon vince la prima gara della stagione a Homestead in Florida. Un incidente con Tony Kanaan in Giappone, alla terza gara, lascia Dixon con una mano infortunata. Egli però si riprende e ottiene altre 2 vittorie sufficienti per vincere il campionato al primo tentativo. Stabilisce lungo la strada anche il record di 343 giri consecutivi in testa, era la prima volta che un pilota aveva condotto giri consecutivi in tre gare in successione. A Pikes Peak (sesta gara dell'anno) ha condotto gli ultimi 84 giri per vincere, poi ha condotto ogni giro del successivo evento a Richmond, e all'evento successivo, in Kansas, ha condotto i primi 53 giri. Sebbene fosse il suo primo anno nella IRL e avesse vinto il campionato, Dixon non era idoneo per il rookie dell'anno a causa della sua esperienza in CART.

#### Stagioni 2004 e 2005
Nel 2004, il motore Toyota aveva perso il suo vantaggio e Dixon non riesce a difendere con successo il suo titolo. Nelle 32 gare disputate tra 2004 e 2005, Dixon sale sul podio solo due volte, con un secondo posto ed una sola vittoria. Ha disputato una sessione di test per il team Williams di Formula 1. Nel 2005 Dixon e i suoi compagni di squadra in Ganassi, Ryan Briscoe e Darren Manning, sono stati al centro di una lunga serie di incidenti. Manning è stato licenziato e l'australiano Briscoe ha evitato per un pelo gravi lesioni quando la sua auto è volata in aria e si è disintegrata dopo aver toccato un'altra vettura e aver infine sbattuto contro il muro di contenimento esterno della terza curva del Chicagoland Speedway. Nel momento più difficile Dixon ottiene la prima vittoria sua e della squadra dal lontano 2003, nell'Indy Grand Prix al Watkins Glen International. Poco dopo, Dixon firma per altre due stagioni con Ganassi.

#### 2006-2009
Ganassi è passato ai motori Honda per la stagione 2006. Dixon è compagno dell'inglese Dan Wheldon, vincitore della 500 Miglia di Indianapolis e campione della serie IRL nel 2005. Prima ancora che la stagione IRL iniziasse, i due fecero parte dell'equipaggio che (con Casey Mears) vinse la 24 Ore di Daytona. Dixon ha ripetuto la sua vittoria del 2005 all'Indy Grand Prix a Watkins Glen ed è diventato il primo pilota a vincere una gara IRL corsa in condizioni di bagnato. Al Nashville Superspeedway, ha vinto di stretta misura sul suo compagno di squadra Wheldon. È arrivato quarto in classifica, completando 2.504 giri su 2.510 ed essendo l'unico pilota a finire ogni gara, e finendo solamente 15 punti dietro a Sam Hornish Jr. e Wheldon. 

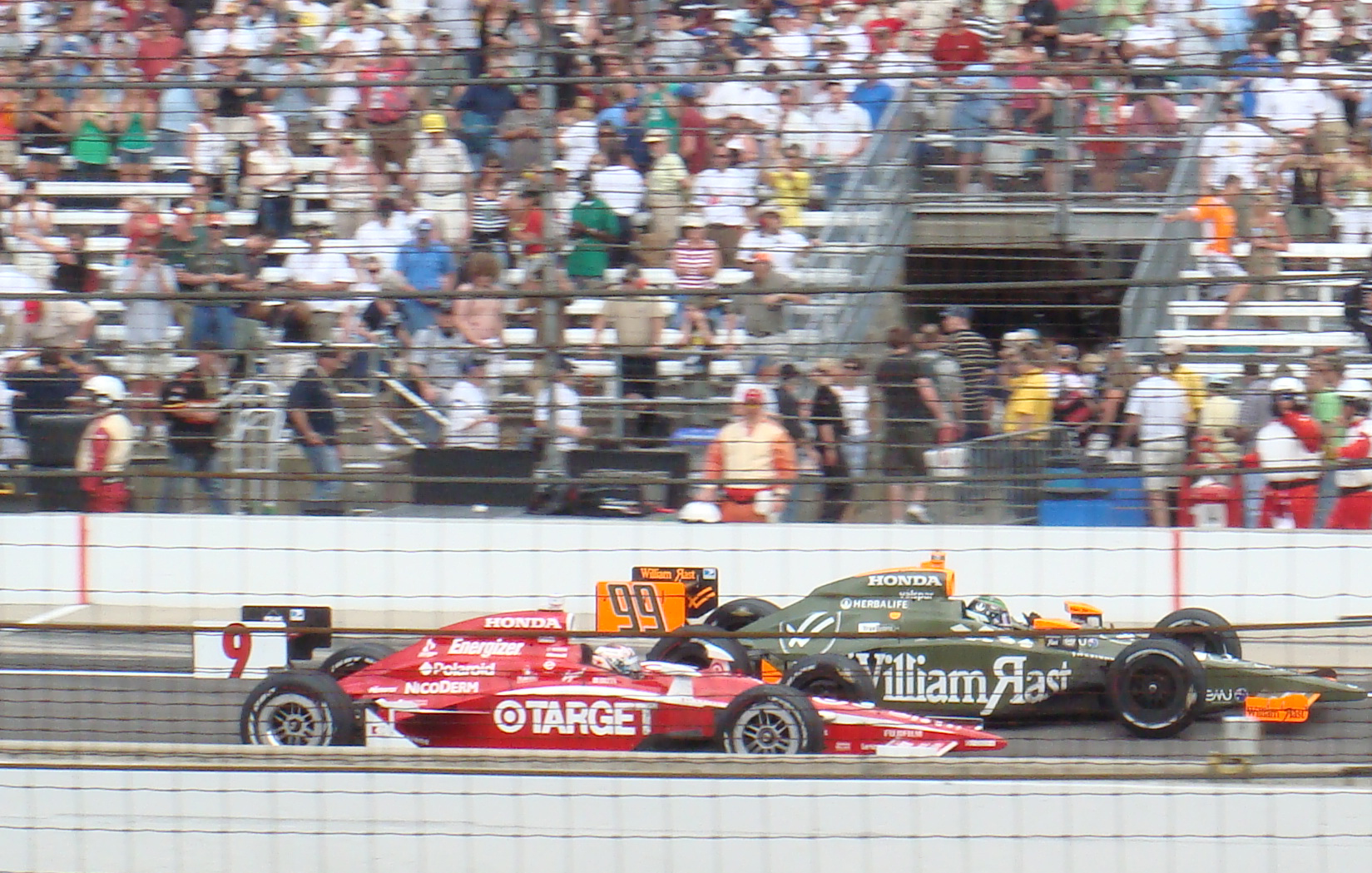
Dixon dopo la vittoria nella 500 Miglia di Indianapolis 2008

Dixon è arrivato secondo nella stagione 2007 della IndyCar Series, a 13 punti da Dario Franchitti (Andretti Green Racing). Durante l'ultimo evento a Chicagoland, mentre era ingaggiato con Franchitti per la vittoria della gara e del campionato, Dixon, che era in testa, rimase senza benzina nell'ultimo giro, cedendo così a Franchitti vittoria di tappa e campionato. In precedenza aveva ottenuto la sua quarta vittoria dell'anno, all'Infineon Raceway, e la sua terza consecutiva al Watkins Glen Grand Prix. Ha ottenuto quattro secondi posti, inclusa la 500 Miglia di Indianapolis accorciata dalla pioggia, ed è finito tra i primi cinque in 10 gare di quella stagione. Ha dominato la Firestone Indy 200 ritardata dalla pioggia al Nashville Superspeedway, la sua seconda vittoria consecutiva nell'evento, e la seconda vittoria consecutiva della stagione. Ha vinto la gara successiva, la Honda 200 il 22 luglio, diventando il terzo pilota nella storia a vincere tre gare IRL di fila, unendosi a Wheldon e Kenny Bräck. Il 5 agosto Dixon stava tentando di vincere la quarta gara consecutiva, alla Firestone Indy 400, quando fu coinvolto in un incidente di sei auto. L'evento ha posto fine alla sua serie di 28 gare consecutive - da quando si era ritirato al Chicagoland Speedway nel settembre 2005 - in cui Dixon non si è ritirato.

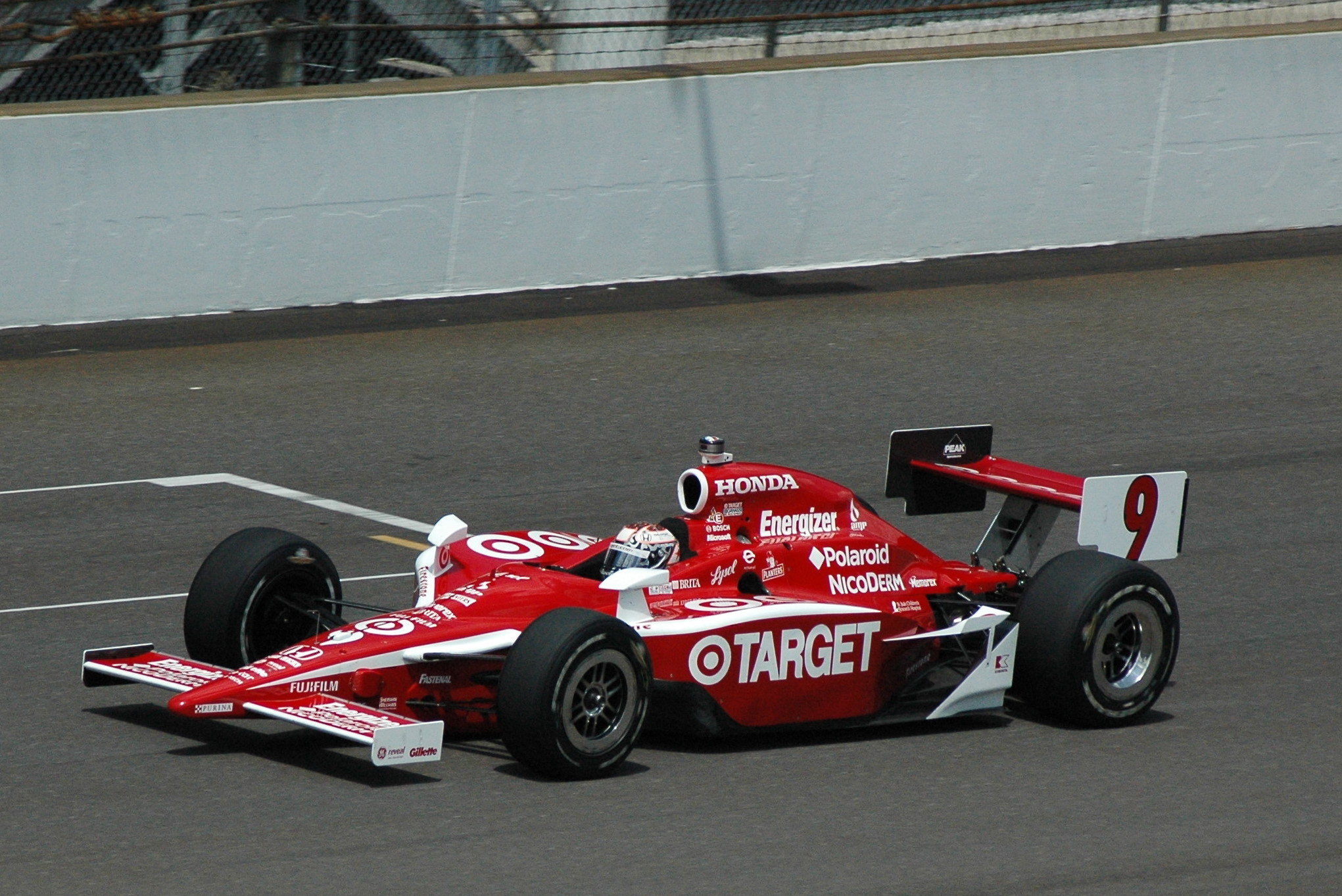
Dixon a Indianapolis nel 2008

Quella del 2008 è stata una stagione di grande successo per Dixon che ha vinto il campionato per la seconda volta e ha vinto la sua prima (e fin qui unica) 500 Miglia di Indianapolis, partendo dalla pole. Ha anche vinto a Homestead, Texas, Nashville, Edmonton e Kentucky, sei vittorie stagionali, un record per la serie. Nell'ultima gara, al Chicagoland Speedway, Dixon doveva finire non peggio di ottavo, se Hélio Castroneves avesse vinto la gara, per aggiudicarsi il titolo. Si piazza secondo, dietro a Castroneves, in un fotofinish serrato. In Kentucky porta i suoi giri condotti in carriera a 2.149, diventando il quinto pilota della serie a condurre per oltre 2.000 giri. Sempre in Kentucky, Dixon ha rimpiazzato Alex Zanardi come pilota IndyCar più vincente per Chip Ganassi (16ª vittoria). Inoltre, ha condotto 869 giri durante l'anno, un record assoluto per una sola stagione. Appena prima dell'evento di Chicagoland, viene annunciato che il compagno di squadra Wheldon si sarebbe trasferito al team Panther Racing nel 2009 e che il nuovo partner di Dixon sarebbe stato lo scozzese Franchitti, di ritorno dalla NASCAR. Per aver ottenuto il "double", 500 Miglia di Indianapolis e vittoria del campionato, Dixon è stato scelto come Sportivo dell'anno (2008) in Nuova Zelanda agli Halberg Awards tenutisi nel febbraio 2009. 
All'inizio della stagione 2009 Dixon non va oltre un sedicesimo e quindicesimo posto nelle prime due gare, a St. Petersburg e Long Beach. Seguiranno poi dieci podi: le vittorie in Kansas, a Milwaukee, Richmond, Mid-Ohio e Motegi, oltre a un secondo posto a Chicago e terzi posti in Texas, al Watkins Glen, a Edmonton e Homestead. Conduce il maggior numero di giri (73) nella Indy 500 ma arriva solo sesto. La sua vittoria dominante a Mid-Ohio, per 29,7 secondi, è stata la sua 20ª vittoria nella IRL (21ª della sua carriera), rendendolo il pilota di maggior successo della categoria. C'era una notevole rivalità tra lui e il suo amico e nuovo compagno di squadra, Franchitti, tornato alla IRL dalla NASCAR. All'ultima gara, a Homestead, Franchitti era soli cinque punti dietro Dixon e Ryan Briscoe, su Penske, solo a otto punti dal battistrada. Chiunque dei tre avesse vinto la gara avrebbe trionfato anche nel campionato. La gara andò a Franchitti davanti a Briscoe e Dixon. Dixon finì così il campionato secondo, per un solo punto su Briscoe.

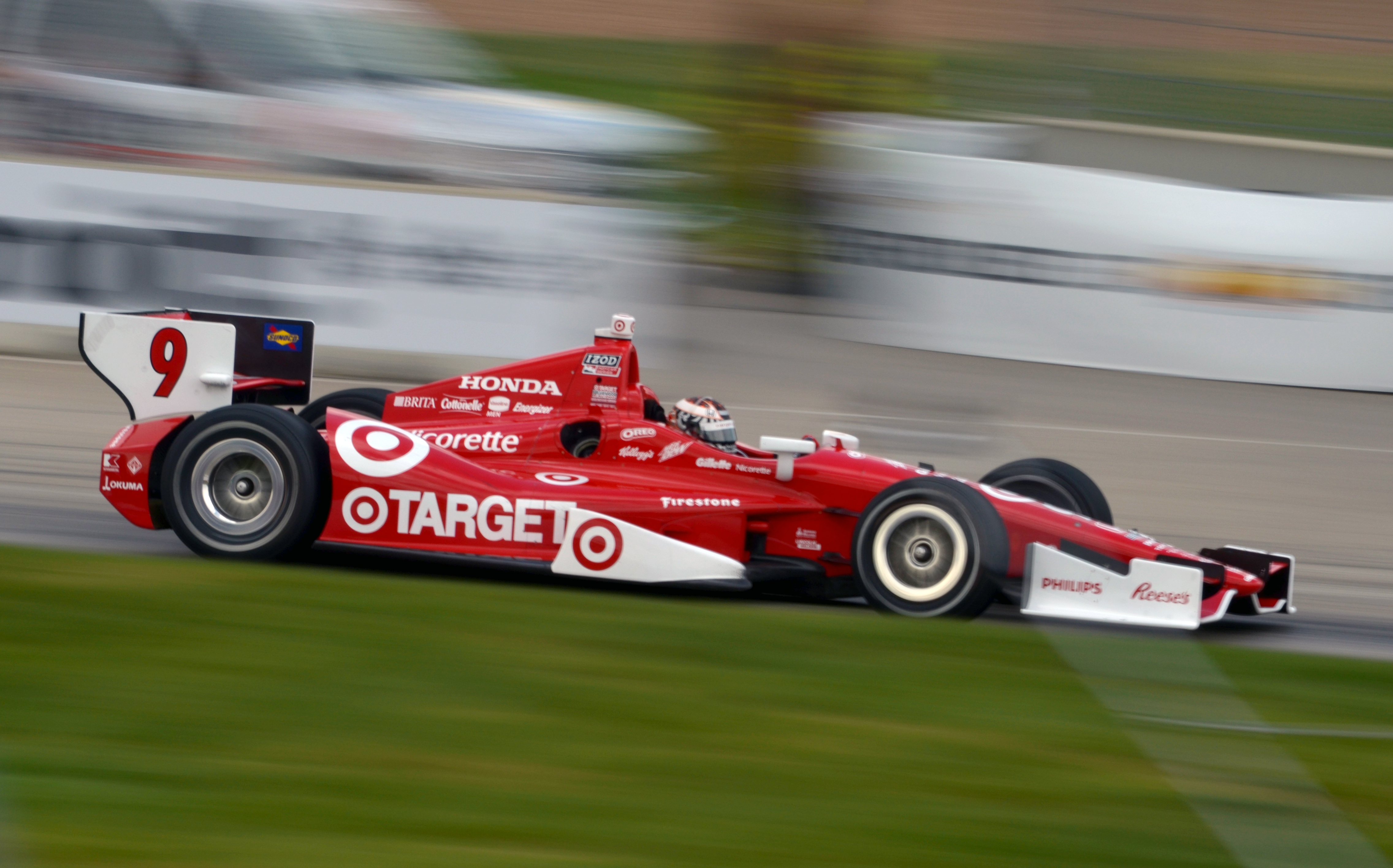
Scott Dixon a Detroit nel 2012

#### 2010-2012
Nelle stagioni 2010-12 Dixon vince sette gare, finendo terzo per tre volte terzo nel campionato, due volte dietro al compagno Dario Franchitti trionfatore nelle stagioni 2010 e 2011.

#### 2013-2015
Dixon vince a Pocono, nel luglio 2013, la prima gara che la IndyCar disputa lì dopo 24 anni. Ha ottenuto vittorie consecutive nei due eventi Honda Indy Toronto. Nel GoPro Indy Grand Prix di Sonoma 2013, Dixon ha travolto uno dei membri dell'equipaggio di Will Power ed è stato penalizzato. Dixon ha sostenuto che il meccanico aveva camminato davanti alla sua auto, però il direttore di gara Beaux Barfield ha dichiarato che Dixon era entrato nell'area di lavoro di Power. La settimana successiva a Baltimora, Dixon è stato coinvolto in un altro incidente con Power a 22 giri dalla fine e i commissari hanno ignorato le richieste del team di trainare l'auto di Dixon alla pit lane per le riparazioni. Dixon ha chiesto il licenziamento di Barfield e il 6 settembre è stato multato di 30.000 $ e messo on probation. Dixon ha vinto la prima gara del doppio appuntamento di Houston e, finendo quinto nel finale di stagione a Fontana, si è assicurato il suo terzo titolo iridato.
Nel 2014 Dixon è stato votato Sportivo dell'anno neozelandese agli Halberg Awards, ha vinto due gare e si è classificato terzo in campionato. 
Ha aperto la sua stagione 2015 vincendo la 24 Ore di Daytona per Chip Ganassi. La stagione 2015 di Dixon è iniziata lentamente con un 15º posto a St. Petersburg e un 11º in Louisiana. Dixon ha vinto la sua prima gara IndyCar della stagione al Gran Premio Toyota di Long Beach. Ha ottenuto la sua seconda pole alla 500 Miglia di Indianapolis e ha condotto il maggior numero di giri (87), ma è arrivato quarto al traguardo, dietro al vincitore della gara Juan Pablo Montoya. Dixon ha trascorso un fine settimana terribile per i suoi standard a Detroit, dove è stato colpito suo compagno di squadra Charlie Kimball. Dixon ha poi dominato la Firestone 600 in Texas, la sua seconda vittoria della stagione. Dixon ha ottenuto risultati in media nella top 10 con un peggior risultato di 18º in Iowa, anche se questo lo ha aiutato poiché il rivale del campionato Juan Pablo Montoya è uscito nelle prime battute. Dixon ha concluso quarto a Mid-Ohio e nono a Pocono. Dixon è andato a Sonoma con la necessità di vincere la gara e fare in modo che Juan Pablo Montoya finisse quinto o peggio per conquistare il campionato, riuscendoci in pieno. Dixon ha vinto la gara mentre il rivale colombiano non è andato oltre il sesto posto. Lui e Juan Pablo Montoya hanno concluso la stagione a pari punti ma con tre vittorie contro le due di Montoya si è aggiudicato il campionato della stagione 2015 della IndyCar Series, il suo quarto. 

#### 2016-oggi
Dixon nella stagione 2016 ha vinto a Phoenix e Watkins Glen ma è solo sesto in campionato, non arrivando, per la prima volta dal 2006, tra i primi tre. Il suo storico sponsor, Target, si ritira alla fine dell'anno, ponendo fine a una relazione di 27 anni con Ganassi e una relazione di 13 anni con Dixon.

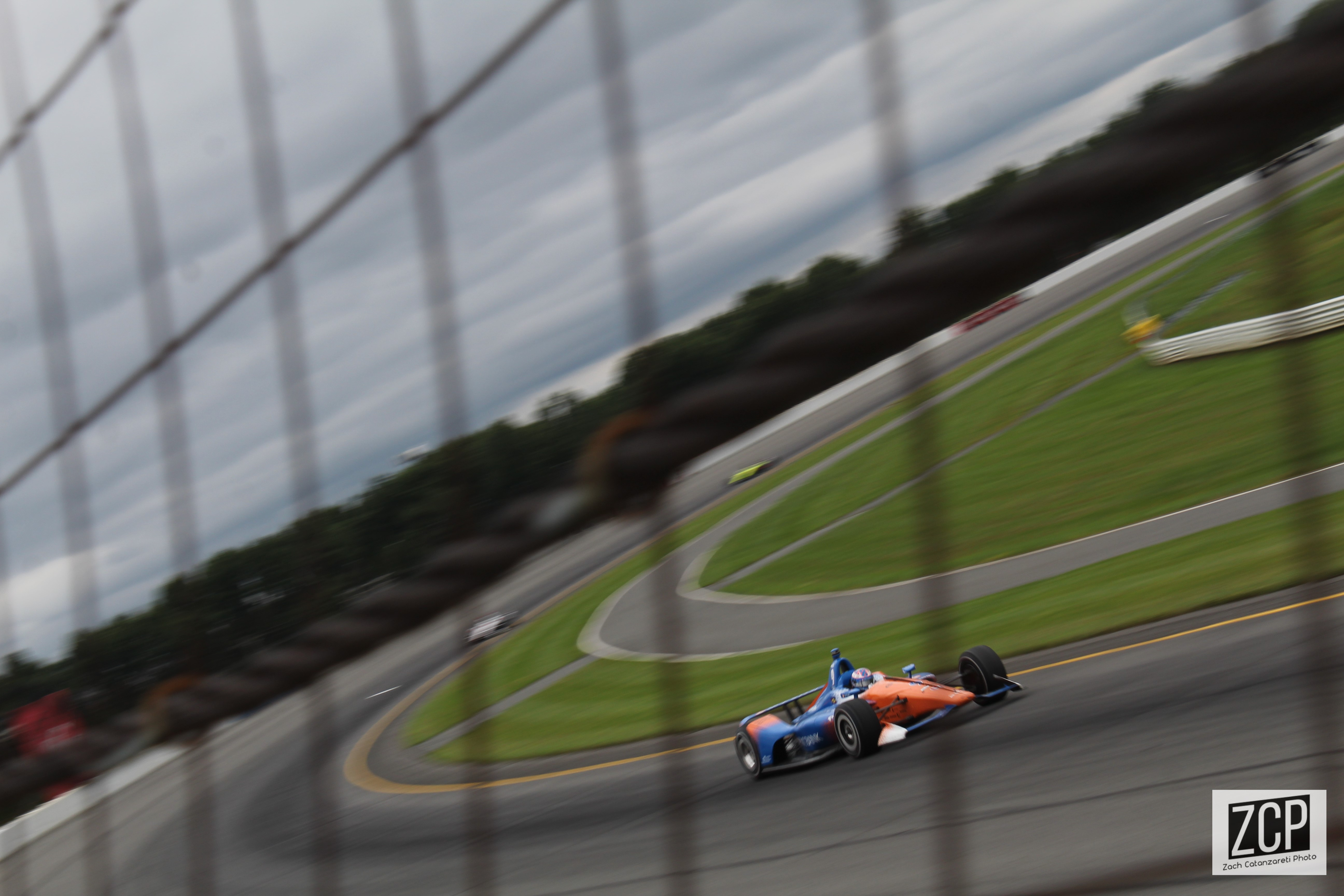
Scott Dixon a Pocono nel 2018

Dixon ha aperto la stagione 2017 con il terzo posto a St. Petersburg, il suo miglior piazzamento lì dal 2014. Ha fatto seguire a questo risultato quattro piazzamenti consecutivi nei primi cinque fino alla 500 Miglia di Indianapolis. Ha ottenuto la pole position per la gara, la terza nella sua carriera, stabilendo il miglior tempo in pole da Arie Luyendyk 21 anni prima. Si è ritirato dalla gara al 53º giro a causa di un terribile incidente. L'auto di Dixon, dopo aver colpito quella di Jay Howard, si è lanciata in un ribaltamento aereo, atterrando in cima al muro interno, sbriciolando le recinzioni e strappando il gruppo posteriore dalla sua auto. Dixon ne è uscito illeso. È giunto secondo il fine settimana successivo a Detroit dietro a Graham Rahal, ma al Texas Motor Speedway una settimana dopo è stato eliminato per la seconda volta in tre gare. Lui, Will Power e Takuma Satō stavano correndo a stretto contatto a sei giri dalla fine, quando Sato ha perso il controllo e ha toccato la macchina di Dixon, facendoli girare entrambi fuori pista. A Road America, Dixon ha ottenuto la sua prima vittoria della stagione, battendo Josef Newgarden di 0,5779 s. Dixon è arrivato terzo nel campionato dopo il campione Josef Newgarden e il campione dell'anno precedente Simon Pagenaud.

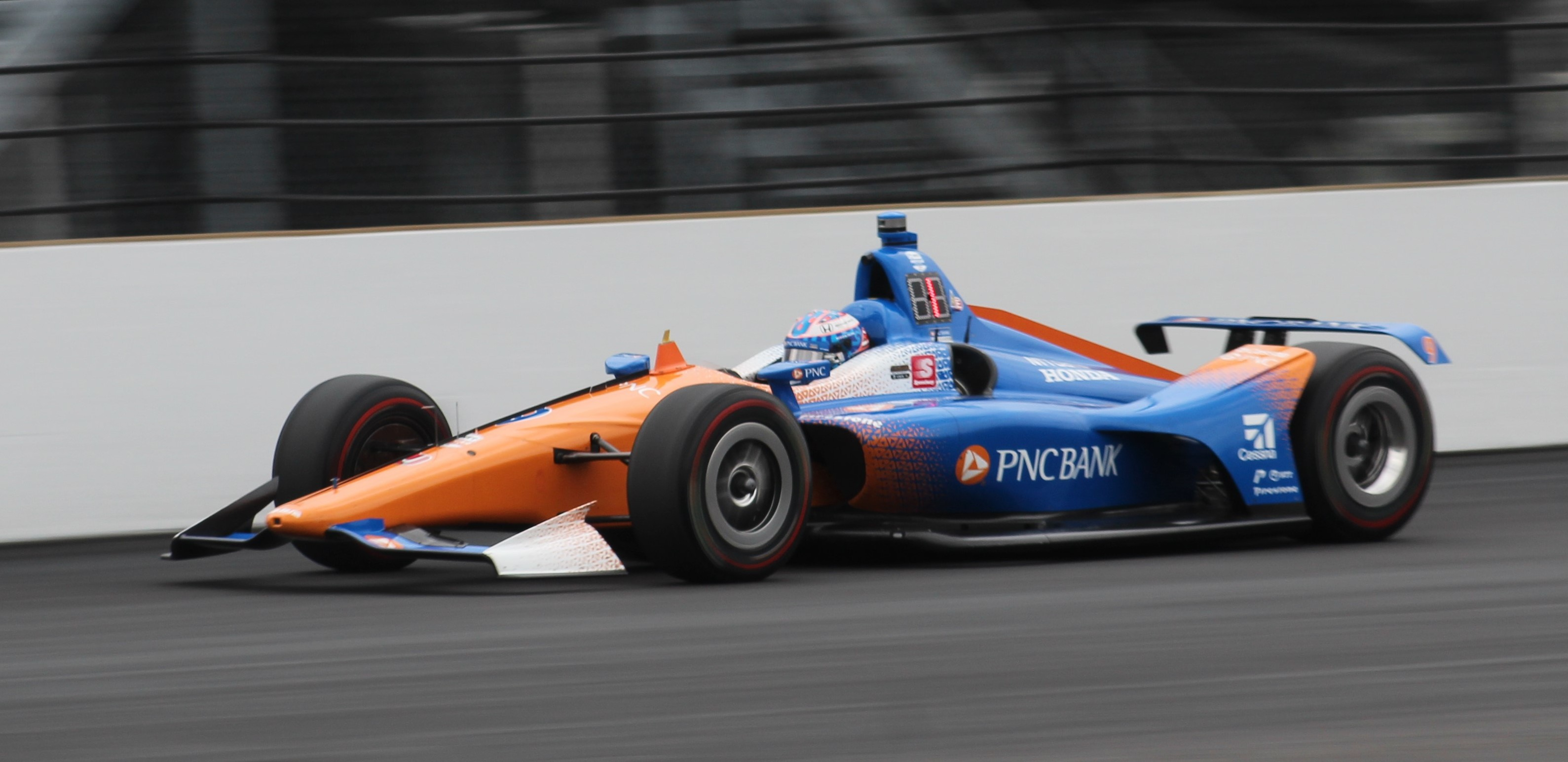
Scott Dixon impegnato alla 500 Miglia di Indianapolis 2019

Dixon ha iniziato il 2018 con un nuovo sponsor a tempo pieno, PNC Bank. Ha registrato la sua prima vittoria dell'anno in gara 1 a Detroit. Dixon è poi andato nel weekend successivo in Texas e ha dominato di nuovo conducendo 119 giri su 248 giri. Dopo aver capitalizzato gli errori di altri piloti, Dixon ha vinto a Toronto ed è finito 5º, 3º, 3º e 5º a Mid-Ohio, Pocono, Gateway e Portland. La sua costanza di risultati gli ha permesso di battere la resistenza del suo rivale Alexander Rossi (ex pilota di F1 e vincitore dell'edizione 2016 della 500 Miglia di Indianapolis) e di conquistare così il suo quinto titolo.
Dixon è arrivato 4º nella IndyCar Series 2019 con una vittoria a Detroit e a Mid-Ohio.
Dixon ha vinto le prime tre gare della stagione 2020 in Texas, sull'Indianapolis Road Course (la sua prima vittoria su questa pista) e a Road America. Alla 500 Miglia di Indianapolis Dixon è arrivato 2º in qualifica perdendo per un nulla la pole in favore di Marco Andretti. Dixon sarebbe poi arrivato secondo per la terza volta nella sua carriera alla 500 Miglia di Indianapolis. In campionato dopo la partenza sprint vede il suo vantaggio in classifica erodersi progressivamente per merito del grande recupero di Josef Newgarden. Dixon riesce però a conquistare il suo sesto titolo, piegando il suo rivale Josef Newgarden nell'ultima gara della stagione a St. Petersburg.

### IMSA
Nel 2022 Dixon partecipa alla 24 Ore di Daytona nella classe DPi con il team Cadillac Chip Ganassi Racing, si dividerà la Cadillac DPi-V.R con Álex Palou, Renger van der Zande e l'ex pilota di Formula 1, Sébastien Bourdais.

## Risultati

### Corse a ruote scoperte americane

#### Indy Lights
(legenda) (Le gare in grassetto indicano la pole position) (Gare in corsivo indicano Gpv)
| Anno | Squadra               | 1     | 2     | 3     | 4      | 5      | 6      | 7      | 8      | 9     | 10     | 11     | 12     | Punti | Pos. |
| ---- | --------------------- | ----- | ----- | ----- | ------ | ------ | ------ | ------ | ------ | ----- | ------ | ------ | ------ | ----- | ---- |
| 1999 | Johansson Motorsports | MIA 3 | LBH 2 | NAZ 4 | MIL 15 | POR 11 | CLE 14 | TOR 18 | MIS 16 | DET 7 | CHI 1  | LAG 2  | FON 16 | 88    | 5º   |
| 2000 | PacWest Lights        | LBH 1 | MIL 1 | DET 4 | POR 11 | MIS 14 | CHI 1  | MDO 2  | VAN 1  | LAG 1 | STL 15 | HOU 15 | FON 1  | 155   | 1º   |

#### CART
| Anno | Squadra                 | Telaio      | Motore              | 1      | 2      | 3     | 4     | 5     | 6     | 7      | 8     | 9      | 10     | 11     | 12     | 13     | 14    | 15     | 16     | 17     | 18     | 19    | 20     | 21     | Punti | Pos. |
| ---- | ----------------------- | ----------- | ------------------- | ------ | ------ | ----- | ----- | ----- | ----- | ------ | ----- | ------ | ------ | ------ | ------ | ------ | ----- | ------ | ------ | ------ | ------ | ----- | ------ | ------ | ----- | ---- |
| 2001 | PacWest Racing          | Reynard 01i | Toyota RV8F 2.65 V8 | MTY 13 | LBH 19 | TXS C | NAZ 1 | MOT 9 | MIL 3 | DET 22 | POR 7 | CLE 20 | TOR 5  | MCH 10 | CHI 4  | MDO 12 | ROA 4 | VAN 13 | LAU 9  | ROC 22 | HOU 18 | LAG 4 | SRF 15 | FON 17 | 98    | 8º   |
| 2002 | PWR Championship Racing | Lola B02/00 | Toyota RV8F 2.65 V8 | MTY 6  | LBH 18 | MOT 9 |       |       |       |        |       |        |        |        |        |        |       |        |        |        |        |       |        |        | 97    | 13º  |
| 2002 | Chip Ganassi Racing     | Lola B02/00 | Toyota RV8F 2.65 V8 |        |        |       | MIL 6 | LAG 6 | POR 7 | CHI 6  | TOR 5 | CLE 15 | VAN 16 | MDO 5  | ROA 17 | MTL 10 | DEN 2 | ROC 12 | MIA 18 | SRF 15 | FON 6  | MXC 7 |        |        | 97    | 13º  |

#### IndyCar Series
| Anno | Squadra                      | Telaio       | Motore    | 1      | 2      | 3      | 4       | 5       | 6       | 7       | 8       | 9       | 10      | 11     | 12      | 13      | 14     | 15     | 16     | 17     | 18    | 19    | Punti | Pos. |
| ---- | ---------------------------- | ------------ | --------- | ------ | ------ | ------ | ------- | ------- | ------- | ------- | ------- | ------- | ------- | ------ | ------- | ------- | ------ | ------ | ------ | ------ | ----- | ----- | ----- | ---- |
| 2003 | Target Chip Ganassi Racing   | G-Force      | Toyota    | HMS 1  | PHX 20 | MOT 15 | INDY 17 | TXS 6   | PIK 1   | RIR 1   | KAN 6   | NSH 2   | MCH 5   | GTW 15 | KTY 2   | NAZ 16  | CHI 2  | FON 2  | TXS 2  |        |       |       | 507   | 1º   |
| 2004 | Target Chip Ganassi Racing   | G-Force      | Toyota    | HMS 18 | PHX 2  | MOT 5  | INDY 8  | TXS 14  | RIR 8   | KAN 12  | NSH 8   | MIL NP  | MIS 7   | KTY 13 | PPIR 20 | NZR 9   | CHI 7  | FON 8  | TX2 6  |        |       |       | 355   | 10º  |
| 2005 | Target Chip Ganassi Racing   | Panoz        | Toyota    | HMS 16 | PHX 12 | STP 6  |         | INDY 24 | TXS 11  | RIR 22  | KAN 18  | NSH 6   | MIL 13  | MIS 19 | KTY 23  | PPIR 16 | SNM 7  | CHI 19 | WGL 1  | FON 10 |       |       | 321   | 13º  |
| 2005 | Target Chip Ganassi Racing   | Dallara      | Toyota    |        |        |        | MOT 21  |         |         |         |         |         |         |        |         |         |        |        |        |        |       |       | 321   | 13º  |
| 2006 | Target Chip Ganassi Racing   | Dallara      | Honda     | HMS 5  | STP 2  | MOT 9  | INDY 6  |         | TXS 2   | RIR 11  | KAN 4   | NSH 1   | MIL 10  | MCH 16 | KTY 2   |         | CHI 2  |        |        |        |       |       | 460   | 4º   |
| 2006 | Target Chip Ganassi Racing   | Panoz        | Honda     |        |        |        |         | WGL 1   |         |         |         |         |         |        |         | SNM 4   |        |        |        |        |       |       | 460   | 4º   |
| 2007 | Target Chip Ganassi Racing   | Dallara      | Honda     | HMS 2  | STP 2  | MOT 4  | KAN 4   | INDY 2  | MIL 4   | TXS 12  | IOW 10  | RIR 2   | WGL 1   | NSH 1  | MDO 1   | MIS 10  | KTY 2  | SNM 1  | DET 8  | CHI 2  |       |       | 624   | 2º   |
| 2008 | Target Chip Ganassi Racing   | Dallara      | Honda     | HMS 1  | STP 22 | MOT 3  | LBH NP  | KAN 3   | INDY 1  | MIL 2   | TXS 1   | IOW 4   | RIR 3   | WGL 11 | NSH 1   | MDO 3   | EDM 1  | KTY 1  | SNM 12 | DET 5  | CHI 2 | SRF 2 | 646   | 1º   |
| 2009 | Target Chip Ganassi Racing   | Dallara      | Honda     | STP 16 | LBH 15 | KAN 1  | INDY 6  | MIL 1   | TXS 3   | IOW 5   | RIR 1   | WGL 3   | TOR 4   | EDM 3  | KTY 7   | MDO 1   | SNM 13 | CHI 2  | MOT 1  | HMS 3  |       |       | 605   | 2º   |
| 2010 | Target Chip Ganassi Racing   | Dallara      | Honda     | SÃO 6  | STP 18 | ALA 2  | LBH 4   | KAN 1   | INDY 5  | TXS 4   | IOW 6   | WGL 8   | TOR 20  | EDM 1  | MDO 5   | SNM 2   | CHI 8  | KTY 7  | MOT 6  | HMS 1  |       |       | 547   | 3º   |
| 2011 | Target Chip Ganassi Racing   | Dallara      | Honda     | STP 16 | ALA 2  | LBH 18 | SÃO 12  | INDY 5  | TXS 2   | TXS 2   | MIL 7   | IOW 3   | TOR 2   | EDM 23 | MDO 1   | NHM 3   | SNM 5  | BAL 5  | MOT 1  | KTY 3  | LVS C |       | 518   | 3º   |
| 2012 | Target Chip Ganassi Racing   | Dallara DW12 | Honda     | STP 2  | ALA 2  | LBH 23 | SÃO 17  | INDY 2  | DET 1   | TXS 18  | MIL 11  | IOW 4   | TOR 25  | EDM 10 | MDO 1   | SNM 13  | BAL 4  | FON 3  |        |        |       |       | 435   | 3º   |
| 2013 | Target Chip Ganassi Racing   | Dallara DW12 | Honda     | STP 5  | ALA 2  | LBH 11 | SÃO 18  | INDY 14 | DET1 4  | DET2 4  | TXS 23  | MIL 6   | IOW 16  | POC 1  | TOR 1   | TOR 1   | MDO 7  | SNM 15 | BAL 19 | HOU 1  | HOU 2 | FON 5 | 577   | 1º   |
| 2014 | Target Chip Ganassi Racing   | Dallara DW12 | Chevrolet | STP 4  | LBH 12 | ALA 3  | IMS 15  | INDY 29 | DET1 11 | DET2 4  | TXS 5   | HOU1 19 | HOU2 18 | POC 5  | IOW 4   | TOR1 5  | TOR2 7 | MDO 1  | MIL 4  | SNM 1  | FON 2 |       | 604   | 3º   |
| 2015 | Target Chip Ganassi Racing   | Dallara DW12 | Chevrolet | STP 15 | NLA 11 | LBH 1  | ALA 3   | IMS 10  | INDY 4  | DET1 5  | DET2 20 | TXS 1   | TOR 8   | FON 6  | MIL 7   | IOW 18  | MDO 4  | POC 9  | SNM 1  |        |       |       | 556   | 1º   |
| 2016 | Target Chip Ganassi Racing   | Dallara DW12 | Chevrolet | STP 7  | PHX 1  | LBH 2  | ALA 10  | IMS 7   | INDY 8  | DET1 19 | DET2 5  | ROA 22  | IOW 3   | TOR 8  | MDO 22  | POC 6   | TXS 19 | WGL 1  | SNM 17 |        |       |       | 477   | 6º   |
| 2017 | Chip Ganassi Racing          | Dallara DW12 | Honda     | STP 3  | LBH 4  | ALA 2  | PHX 5   | IMS 2   | INDY 32 | DET1 2  | DET2 6  | TXS 9   | ROA 1   | IOW 8  | TOR 10  | MDO 9   | POC 6  | GTW 2  | WGL 2  | SNM 4  |       |       | 621   | 3º   |
| 2018 | PNC Bank Chip Ganassi Racing | Dallara DW12 | Honda     | STP 6  | PHX 4  | LBH 11 | ALA 6   | IMS 2   | INDY 3  | DET1 1  | DET2 4  | TXS 1   | ROA 3   | IOW 12 | TOR 1   | MDO 5   | POC 3  | GTW 3  | POR 5  | SNM 2  |       |       | 678   | 1º   |
| 2019 | PNC Bank Chip Ganassi Racing | Dallara DW12 | Honda     | STP 2  | COA 13 | ALA 2  | LBH 3   | IMS 2   | INDY 17 | DET1 22 | DET2 1  | TXS 17  | ROA 5   | TOR 2  | IOW 2   | MDO 1   | POC 2  | GTW 20 | POR 16 | LAG 3  |       |       | 578   | 4º   |
| 2020 | PNC Bank Chip Ganassi Racing | Dallara DW12 | Honda     | TXS 1  | IMS 1  | ROA 1  | ROA 12  | IOW 2   | IOW 5   | INDY 2  | GTW 1   | GTW 5   | MDO 10  | MDO 10 | IMS1 9  | IMS2 8  | STP 3  |        |        |        |       |       | 502   | 1º   |
| 2021 | PNC Bank Chip Ganassi Racing | Dallara DW12 | Honda     | ALA 3  | STP 5  | TXS1 1 | TXS2 4  | IMS 9   | INDY 17 | DET1 8  | DET2 7  | ROA 4   | MDO 4   | NSH 2  | IMS 17  | GTW 19  | POR 3  | LAG 13 | LBH 3  |        |       |       | 481   | 4º   |
| 2022 | PNC Bank Chip Ganassi Racing | Dallara DW12 | Honda     | STP 8  | TXS 5  | LBH 6  | ALA 5   | IMS 10  | INDY 10 | DET 3   | ROA 9   | MDO 5   | TOR 1   | IOW 5  | IOW 4   | IMS 8   | NSH 1  | MAD 8  | POR 3  | LAG 21 |       |       | 521   | 3°   |
| 2023 | Chip Ganassi Racing          | Dallara DW12 | Honda     | STP 3  | TXS 5  | LBH 27 | ALA 7   | IMS 6   | INDY 6  | DET 4   | ROA 4   | MDO 2   | TOR 4   | IOW 6  | IOW 6   | NSH 5   | IMS 1  | MAD 1  | POR 3  | LAG 1  |       |       | 578   | 2°   |
| 2024 | Chip Ganassi Racing          | Dallara DW12 | Honda     | STP 7  | LBH 1  | ALA 15 | IMS 4   | INDY 3  | DET 1   | ROA 21  | LAG 6   | MDO 27  | IOW 4   | IOW 4  | TOR 3   | GAT 11  | POR 28 | MIL 10 | MIL 2  | NSH 17 |       |       | 456   | 6°   |
| 2025 | Chip Ganassi Racing          | Dallara DW12 | Honda     | STP 2  | THE 10 | LBH 8  | ALA 12  | IMS 5   | INDY    | DET     | GAT     | ROA     | MDO     | IOW    | IOW     | TOR     | LAG    | POR    | MIL    | NSH    |       |       | 134*  |      |

* Stagione in corso.

#### 500 Miglia di Indianapolis
| Anno   | N° auto | Partito | Media qualifica (mph) | Finito | Giri | Giri in testa | Causa ritiro |
| ------ | ------- | ------- | --------------------- | ------ | ---- | ------------- | ------------ |
| 2003   | 9       | 4º      | 230.099               | 17º    | 191  | 15            | Incidente    |
| 2004   | 1       | 13º     | 219.319               | 8º     | 180  | 0             | /            |
| 2005   | 9       | 13º     | 225.215               | 24º    | 113  | 0             | Incidente    |
| 2006   | 9       | 4º      | 226.921               | 6º     | 200  | 6             | /            |
| 2007   | 9       | 4º      | 225.122               | 2º     | 166  | 11            | /            |
| 2008   | 9       | 1º      | 226.366               | 1º     | 200  | 115           | /            |
| 2009   | 9       | 5º      | 223.867               | 6º     | 200  | 73            | /            |
| 2010   | 9       | 6º      | 226.233               | 5º     | 200  | 0             | /            |
| 2011   | 9       | 2º      | 227.340               | 5º     | 200  | 73            | /            |
| 2012   | 9       | 15º     | 223.684               | 2º     | 200  | 53            | /            |
| 2013   | 9       | 16º     | 226.158               | 14º    | 200  | 1             | /            |
| 2014   | 9       | 11º     | 230.928               | 29º    | 167  | 3             | Incidente    |
| 2015   | 9       | 1º      | 226.760               | 4º     | 200  | 84            | /            |
| 2016   | 9       | 13º     | 227.991               | 8º     | 200  | 0             | /            |
| 2017   | 9       | 1º      | 232.164               | 32º    | 52   | 5             | Contatto     |
| 2018   | 9       | 9º      | 227.262               | 3º     | 200  | 0             | /            |
| 2019   | 9       | 18º     | 228.100               | 17º    | 200  | 13            | /            |
| 2020   | 9       | 2º      | 231.051               | 2º     | 200  | 111           | /            |
| 2021   | 9       | 1º      | 231.828               | 17º    | 200  | 7             | /            |
| 2022   | 9       | 1º      | 234.046               | 21º    | 200  | 95            | /            |
| 2023   | 9       | 6°      | 233.151               | 6º     | 200  | /             | /            |
| 2024   | 9       | 21°     |                       | 3º     | 200  | 12            | /            |
| Totale | Totale  | Totale  | Totale                | Totale | 3921 | 682           |              |

### Corse di auto sportive

#### American Le Mans Series
| Anno | Squadra               | Classe | Vettura        | SEB | RAL | MOS | SON | POR | PET | LAG | LVS |     |     |     | Punti | Pos. |
| ---- | --------------------- | ------ | -------------- | --- | --- | --- | --- | --- | --- | --- | --- | --- | --- | --- | ----- | ---- |
| 1999 | Doran Matthews Racing | LMP    | Ferrari 333 SP |     |     |     |     |     | 15  |     |     |     |     |     | 0     | NC   |
| Anno | Squadra               | Classe | Vettura        | SEB | STP | LBH | MMP | LIM | MDO | ROA | MOS | DET | PET | LAG | Punti | Pos. |
| 2008 | De Ferran Motorsports | LMP2   | Acura ARX-01b  |     |     |     |     |     |     |     |     |     | 5   |     | 18    | 28º  |
| Anno | Squadra               | Classe | Vettura        | SEB | STP | LBH | MMP | LIM | MDO | ROA | MOS | PET | LAG |     | Punti | Pos. |
| 2009 | De Ferran Motorsports | LMP1   | Acura ARX-02a  | 6   |     |     |     |     |     |     |     | 9   |     |     | 12    | 28º  |

#### Rolex Sports Car Series
(legenda) (Le gare in grassetto indicano la pole position) (Le gare in corsivo indicano Gpv)
| Anno | Squadra                                | Classe | Vettura       | 1      | 2   | 3   | 4   | 5   | 6   | 7   | 8   | 9     | 10  | 11    | 12    | 13  | 14    | 15  | Punti | Pos. |
| ---- | -------------------------------------- | ------ | ------------- | ------ | --- | --- | --- | --- | --- | --- | --- | ----- | --- | ----- | ----- | --- | ----- | --- | ----- | ---- |
| 2004 | CGR Grand Am                           | DP     | Riley Mk XI   | DAY 6  | HOM | PHX | MTT | WGL | DAY | MDO | WGL | HOM   | VIR | BAR   |       |     |       |     | 55    | 45º  |
| 2004 | CompUSA Chip Ganassi con Felix Sabates | DP     | Riley Mk XI   |        |     |     |     |     |     |     |     |       |     |       | CAL 3 |     |       |     | 55    | 45º  |
| 2005 | Target Chip Ganassi con Felix Sabates  | DP     | Riley Mk XI   | DAY 6  | HOM | CAL | LAG | MTT | WGL | BAR | WGL | DAY   | MDO | PHX   | WGL   | VIR | MEX   |     | 25    | 77º  |
| 2006 | Target Chip Ganassi con Felix Sabates  | DP     | Riley Mk XI   | DAY 1  | MEX | HOM | LBH | VIR | LAG | PHX | LIM | WGL   | DAY | BAR   | WGL   | SON | MMP 4 |     | 63    | 63º  |
| 2007 | Target Chip Ganassi con Felix Sabates  | DP     | Riley Mk XI   | DAY 21 | MEX | HOM | VIR | LAG | WGL | MDO | DAY | IOW   | BAR | CGV   | WGL   | SON | MMP   |     | 10    | 115º |
| 2008 | Target Chip Ganassi con Felix Sabates  | DP     | Riley Mk XI   | DAY 18 | HOM | MEX | VIR | LAG | LIM | WGL | MDO | DAY   | BAR | CGV   | WGL   | SON | NJE   | MMP | 13    | 85º  |
| 2009 | Target Chip Ganassi con Felix Sabates  | DP     | Riley Mk XI   | DAY 5  | VIR | NJE | LAG | WGL | MDO | DAY | BAR | WGL   | CGV | MMP   | HOM   |     |       |     | 26    | 50º  |
| 2010 | Target Chip Ganassi con Felix Sabates  | DP     | Riley Mk XX   | DAY 15 | HOM | BAR | VIR | LIM | WGL | MDO | DAY | NJE   | WGL | CGV   | MMP   |     |       |     | 16    | 65º  |
| 2011 | Target Chip Ganassi con Felix Sabates  | DP     | Riley Mk XX   | DAY 2  | HOM | BAR | VIR | LIM | LAG | WGL | MDO | DAY   | NJE | WGL   | CGV   | MMP |       |     | 32    | 32º  |
| 2012 | Target Chip Ganassi con Felix Sabates  | DP     | Riley Mk XXVI | DAY 4  | BAR | HOM | NJE | DET | MDO | ROA | WGL | IMS 4 | WGL | CGV   | LAG   | LIM |       |     | 56    | 26º  |
| 2013 | Target Chip Ganassi con Felix Sabates  | DP     | Riley Mk XXVI | DAY 11 | COA | BAR | ATL | DET | MDO | WGL | IMS | ROA   | KAN | LAG 3 | LIM   |     |       |     | 50    | 35º  |

#### Campionato IMSA WeatherTech SportsCar
(legenda) (Le gare in grassetto indicano la pole position) (Gare in corsivo indicano Gpv)
| Anno    | Squadra                      | Classe | Vettura                | 1      | 2     | 3   | 4   | 5   | 6   | 7     | 8   | 9     | 10    | 11    | 12    | Punti | Pos. |
| ------- | ---------------------------- | ------ | ---------------------- | ------ | ----- | --- | --- | --- | --- | ----- | --- | ----- | ----- | ----- | ----- | ----- | ---- |
| 2014    | Chip Ganassi Racing          | P      | Ford EcoBoost Riley DP | DAY 8  | SEB 6 | LBH | LGA | DET | WGL | MOS   | IMS | ELK   | COA   | PET 3 |       | 81    | 26º  |
| 2015    | Chip Ganassi Racing          | P      | Ford EcoBoost Riley DP | DAY 1  | SEB 4 | LBH | LGA | DET | WGL | MOS   | ELK | COA   | PET 2 |       |       | 98    | 13º  |
| 2016    | Ford Chip Ganassi Racing     | P      | Ford EcoBoost Riley DP | DAY 7  |       |     |     | DET |     |       |     |       |       |       |       | 25    | 29º  |
| 2016    | Ford Chip Ganassi Racing     | GTLM   | Ford GT                |        | SEB 5 | LBH | LGA |     | WGL | MOS   | LIM | ELK   | VIR   | COA   | PET 7 | 52    | 21º  |
| 2017    | Ford Chip Ganassi Racing     | GTLM   | Ford GT                | DAY 10 | SEB 4 | LBH | COA | WGL | MOS | LIM   | ELK | VIR   | LGA   | PET 8 |       | 73    | 15º  |
| 2018    | Ford Chip Ganassi Racing     | GTLM   | Ford GT                | DAY 1  | SEB 4 | LBH | MDO | WGL | MOS | LIM   | ELK | VIR   | LGA   | PET 5 |       | 89    | 11º  |
| 2019    | Ford Chip Ganassi Racing     | GTLM   | Ford GT                | DAY 4  | SEB 6 | LBH | MDO | WGL | MOS | LIM   | ELK | VIR   | LGA   | PET 2 |       | 85    | 17º  |
| 2020    | Konica Minolta Cadillac      | DPi    | Cadillac DPi-V.R       | DAY 1  | DAY   | SEB | ELK | ATL | MDO | PET 1 | LGA | SEB 7 |       |       |       | 94    | 16º  |
| 2021    | Cadillac Chip Ganassi Racing | DPi    | Cadillac DPi-V.R       | DAY 5  | SEB 5 | MDO | DET | WGL | WGL | ELK   | LGA | LBH   | PET 5 |       |       | 858   | 15º  |
| 2022    | Cadillac Chip Ganassi Racing | DPi    | Cadillac DPi-V.R       | DAY 7  | SEB   | LBH | LGA | HDO | DET | WGL   | MOS | ROA   | PET 4 |       |       | 572   | 15º  |
| 2023    | Cadillac Racing              | GTP    | Cadillac V-LMDh        | DAY 3  | SEB 7 | LBH | LGA | WGL | MOS | ROA   | IMS | PET 2 |       |       |       | 952   | 12º  |
| Legenda |                              |        |                        |        |       |     |     |     |     |       |     |       |       |       |       |       |      |

*Stagione in corso.

#### 24 Ore di Daytona
| Anno | Classe | N° | Gomme | Vettura                                        | Squadra                                      | Co-piloti                                          | Giri | Pos. Assol. | Pos. di Classe |
| ---- | ------ | -- | ----- | ---------------------------------------------- | -------------------------------------------- | -------------------------------------------------- | ---- | ----------- | -------------- |
| 2004 | DP     | 01 | G     | Riley Mk XI-Lexus 4.3L V8                      | CGR Grand Am                                 | Scott Pruett Max Papis Jimmy Morales               | 502  | 10º         | 6º             |
| 2005 | DP     | 03 |       | Riley Mk XI-Lexus 4.3L V8                      | Target Chip Ganassi Racing con Felix Sabates | Casey Mears Darren Manning                         | 694  | 6º          | 6º             |
| 2006 | DP     | 02 |       | Riley Mk XI-Lexus 5.0L V8                      | Target Chip Ganassi Racing con Felix Sabates | Dan Wheldon Casey Mears                            | 734  | 1º          | 1º             |
| 2007 | DP     | 02 |       | Riley Mk XI-Lexus 5.0L V8                      | Target Chip Ganassi Racing con Felix Sabates | Dan Wheldon Memo Rojas                             | 538  | DNF         | DNF            |
| 2008 | DP     | 02 |       | Riley Mk XI-Lexus 5.0L V8                      | Chip Ganassi con Felix Sabates               | Dan Wheldon Salvador Durán Alex Lloyd              | 515  | DNF         | DNF            |
| 2009 | DP     | 02 |       | Riley Mk XI-Lexus 5.0L V8                      | Chip Ganassi Racing con Felix Sabates        | Dario Franchitti Alex Lloyd                        | 731  | 5º          | 5º             |
| 2010 | DP     | 02 |       | Riley Mk XX-BMW 5.0L V8                        | Chip Ganassi Racing con Felix Sabates        | Juan Pablo Montoya Dario Franchitti Jamie McMurray | 249  | DNF         | DNF            |
| 2011 | DP     | 02 |       | Riley Mk XX-BMW 5.0L V8                        | Chip Ganassi Racing con Felix Sabates        | Juan Pablo Montoya Dario Franchitti Jamie McMurray | 249  | 2º          | 2º             |
| 2012 | DP     | 02 |       | Riley Mk XXVI-BMW 5.0L V8                      | Chip Ganassi Racing con Felix Sabates        | Juan Pablo Montoya Dario Franchitti Jamie McMurray | 760  | 4º          | 4º             |
| 2013 | DP     | 02 |       | Riley Mk XXVI-BMW 5.0L V8                      | Chip Ganassi Racing con Felix Sabates        | Dario Franchitti Jamie McMurray Joey Hand          | 594  | DNF         | DNF            |
| 2014 | P      | 02 | C     | Riley Mk XXVI-Ford Ford EcoBoost 3.5L Turbo V6 | Chip Ganassi Racing con Felix Sabates        | Tony Kanaan Kyle Larson Marino Franchitti          | 667  | DNF         | DNF            |
| 2015 | P      | 02 | C     | Riley Mk XXVI-Ford Ford EcoBoost 3.5L Turbo V6 | Chip Ganassi Racing con Felix Sabates        | Tony Kanaan Kyle Larson Jamie McMurray             | 740  | 1º          | 1º             |
| 2016 | P      | 02 | C     | Riley Mk XXVI-Ford Ford EcoBoost 3.5L Turbo V6 | Ford Chip Ganassi Racing                     | Tony Kanaan Kyle Larson Jamie McMurray             | 708  | 13º         | 7º             |
| 2017 | GTLM   | 67 | M     | Ford GT Ford EcoBoost 3.5L Turbo V6            | Ford Chip Ganassi Racing                     | Ryan Briscoe Richard Westbrook                     | 624  | 27º         | 10º            |
| 2018 | GTLM   | 67 | M     | Ford GT Ford EcoBoost 3.5L Turbo V6            | Ford Chip Ganassi Racing                     | Ryan Briscoe Richard Westbrook                     | 783  | 11º         | 1º             |
| 2019 | GTLM   | 67 | M     | Ford GT Ford EcoBoost 3.5L Turbo V6            | Ford Chip Ganassi Racing                     | Ryan Briscoe Richard Westbrook                     | 570  | 13º         | 4º             |
| 2020 | DPi    | 10 | M     | Cadillac DPi-V.R Cadillac 5.5L V8              | Konica Minolta Cadillac                      | Ryan Briscoe Kamui Kobayashi Renger van der Zande  | 833  | 1º          | 1º             |
| 2021 | DPi    | 01 | M     | Cadillac DPi-V.R Cadillac 5.5L V8              | Cadillac Chip Ganassi Racing                 | Kevin Magnussen Renger van der Zande               | 807  | 5º          | 5º             |
| 2022 | DPi    | 01 | M     | Cadillac DPi-V.R Cadillac 5.5L V8              | Cadillac Racing                              | Sébastien Bourdais Álex Palou Renger van der Zande | 722  | 14º         | 7º             |
| 2023 | GTP    | 01 | M     | Cadillac V-LMDh Cadillac LMC55R 5.5 L V8       | Cadillac Racing                              | Sébastien Bourdais Renger van der Zande            | 783  | 3º          | 3º             |

#### 24 Ore di Le Mans
| Anno | Classe    | N° | Gomme | Vettura                                      | Squadra                    | Co-piloti                               | Giri | Pos. Assol. | Pos. di Classe |
| ---- | --------- | -- | ----- | -------------------------------------------- | -------------------------- | --------------------------------------- | ---- | ----------- | -------------- |
| 2016 | LMGTE Pro | 69 | M     | Ford GT Ford EcoBoost 3.5L Turbo V6          | Ford Chip Ganassi Team USA | Ryan Briscoe Richard Westbrook          | 340  | 20º         | 3º             |
| 2017 | LMGTE Pro | 69 | M     | Ford GT Ford EcoBoost 3.5L Turbo V6          | Ford Chip Ganassi Team USA | Ryan Briscoe Richard Westbrook          | 337  | 23º         | 7º             |
| 2018 | LMGTE Pro | 69 | M     | Ford GT Ford EcoBoost 3.5L Turbo V6          | Ford Chip Ganassi Team USA | Ryan Briscoe Richard Westbrook          | 309  | 39º         | 14º            |
| 2019 | LMGTE Pro | 69 | M     | Ford GT Ford EcoBoost 3.5L Turbo V6          | Ford Chip Ganassi Team USA | Ryan Briscoe Richard Westbrook          | 341  | 24º         | 5º             |
| 2023 | Hypercar  | 3  | M     | Cadillac V-Series.R Cadillac LMC55R 5.5 L V8 | Cadillac Racing            | Sébastien Bourdais Renger van der Zande | 340  | 4º          | 4º             |
| 2024 | Hypercar  | 3  | M     | Cadillac V-Series.R Cadillac LMC55R 5.5 L V8 | Cadillac Racing            | Sébastien Bourdais Renger van der Zande | 223  | DNF         | DNF            |

#### 12 Ore di Bathurst
| Anno | Classe  | N° | Vettura                                                                   | Squadra                     | Co-piloti              | Giri | Pos. Assol. | Pos. di Classe |
| ---- | ------- | -- | ------------------------------------------------------------------------- | --------------------------- | ---------------------- | ---- | ----------- | -------------- |
| 2020 | GT3 Pro | 76 | Aston Martin Vantage AMR GT3 4.0L Mercedes-Benz M177 twin-turbocharged V8 | Castrol Racing R-Motorsport | Jake Dennis Rick Kelly | 308  | 16º         | 9º             |

### V8 Supercar
| Anno | Squadra      | Vettura             | 1   | 2   | 3   | 4   | 5   | 6   | 7   | 8   | 9   | 10  | 11  | 12  | 13  | 14  | 15  | 16  | 17  | 18  | 19  | 20  | 21  | 22  | 23  | 24  | 25  | 26  | 27  | Punti | Pos. |
| ---- | ------------ | ------------------- | --- | --- | --- | --- | --- | --- | --- | --- | --- | --- | --- | --- | --- | --- | --- | --- | --- | --- | --- | --- | --- | --- | --- | --- | --- | --- | --- | ----- | ---- |
| 2010 | Kelly Racing | Holden VE Commodore | YMC | YMC | BHR | BHR | ADE | ADE | HAM | HAM | QLD | QLD | WIN | WIN | HID | HID | TOW | TOW | PHI | PHI | BAT | SUR | SUR | SYM | SYM | SAN | SAN | SYD | SYD | 0†    | NC   |
| 2010 | Kelly Racing | Holden VE Commodore |     |     |     |     |     |     |     |     |     |     |     |     |     |     |     |     |     |     |     | 20  | Rit |     |     |     |     |     |     | 0†    | NC   |

† Non eleggibile per punti.

### International Race of Champions
| Anno | Marca   | 1     | 2     | 3     | 4     | Punti | Pos. |
| ---- | ------- | ----- | ----- | ----- | ----- | ----- | ---- |
| 2004 | Pontiac | DAY 8 | TEX 9 | RCH 9 | ATL 8 | 26    | 10º  |